# Mangosta de Wozencraft
La mangosta de Wozencraft (Galidictis grandidieri), és un petit mamífer del gènere Galidictis.

## Descripció
La mangosta de Wozencraft és molt més gran que les altres mangostes de Madagascar. Té una longitud del cap i del cos entre 32 i 40 cm, amb una cua que mesura entre 28 i 30 cm, i un pes que varia entre 499 i 589 grams. També té les potes més llargues i els peus més grans que cap altra mangosta de l'illa.
El seu pelatge és de color marró clar o crema, amb vuit bandes fosques longitudinals que van des de les orelles a l'inici de la cua. Aquestes bandes són més estretes que els espais que hi ha entre elles. No hi ha cap informació publicada que indiqui que aquesta espècie presenti un dimorfisme sexual. Els mascles i les femelles tenen el mateix aspecte extern, encara que les femelles tenen unes glàndules odoríferes. Els joves són també com els adults, excepte per la mida.
El crani d'aquesta espècie és més gran que el d'altres mangostes, té una cresta sagital ben desenvolupada i un os supraorbitari curt, i es podria dir que és un crani robust.
La fórmula dental d'aquesta espècie està formada per 3 incisius, 1 dent canina, 3 o 4 premolars i dues molars, que sumen un total 36 o 38 dents. Aquesta variabilitat és deguda a la presència o manca del quart premolar a la mandíbula superior. La mangosta de Wozencraft es diferencia de la mangosta de bandes amples en el fet que té el musell més ample a la zona dels canins, i una mandíbula i uns premolars més llargs. Els canins d'aquestes mangostes encaixen l'un amb l'altre, facilitant la tasca d'esquinçar. Les dents trituradores còniques d'aquesta espècie són molt semblants a les de la mangosta menjacrancs de l'Índia.

## Distribució i hàbitat
Viuen al sud-oest de l'illa de Madagascar, van viure a l'àrea d'Itampolo i es creu que també podrien haver viscut a la regió de l'altipla de Mahafaly. Més recentment, se les ha vist a la Reserva de Tsimanampetsotsa. S'ha documentat que la superfície total d'ocupació d'aquesta espècie és de 43,200 ha.
El seu hàbitat són les regions de deserts tropicals i subtropicals del sud-oest de l'illa, les quals reben entre 10 i 40 cm³ de precipitació anual. La vegetació d'aquests deserts espinosos estan formada per eufòrbies i Pachypodium (un gènere de la família de les apocinàcies). Gran part de la vegetació té espines, el que fa que sigui un paratge molt inhòspit pels éssers humans i dificulta la mobilitat dels investigadors. La Reserva de Tsimanampetsotsa està en cotes d'entre 38 i 114 metres d'alçada, i assoleix temperatures de fins a 47º.>

## Comportament
La mangosta de Wozencraft és un animal nocturn. A causa de la intensa calor del seu hàbitat, viu en els forats en les formacions de pedra calcària durant el dia i surt de nit a caçar i alimentar-se. Les mangostes són relativament mòbils i no sempre es refugien en el mateix forat cada dia. Wozencraft va indicar que durant la captura d'aquests animals, semblaven relativament dòcils i no gaire excitables. S'ha registrat que els joves del gènere poden ser fàcilment domesticats, i s'asseuen a la falda del seu propietari. Si dos animals estaven viatjant junts i un era capturat en una trampa, l'altre es quedava a prop, fins i tot en presència d'humans. En general les conductes i pautes de comportament han estat difícils de documentar amb la telemetria de ràdio, a causa de l'accidentat terreny en el que viuen aquestes mangostes. La roca calcària fa que els senyals siguin difícils de rastrejar si l'animal s'endinsa a les roques, i la vegetació espinosa fa que sigui impossible moure's pel terreny sense grans impediments. Els nous mitjans de seguiment i observació d'aquest animal estan encara en desenvolupament.
Els individus tenen una àrea de distribució d'entre 0,86 i 1,3 km².

## Dieta
La mangosta de Wozencraft s'alimenta d'invertebrats, especialment blatodeus gegants i escorpins. No obstant això, a causa de les seves fortes dents trituradores i del seu crani enorme, els científics sospiten que també s'alimenta de rosegadors i llangardaixos. Aquesta espècie cerca aliment en solitari o en parelles.

## Reproducció
Les mangostes de Wozencraft viuen en parelles. El sistema d'aparellament és aparentment monògam, tot i que la reproducció en aquesta espècie encara no ha estat estudiat en profunditat. S'aparellen durant tot l'any, encara que només tenen un cadell per any.
Encara que manquen detalls de la seva reproducció, altres espècies de mangosta de Madagascar tenen períodes de gestació de 72 a 92 dies (mangosta de cua anellada) o de 90 a 105 dies (mangosta de bandes estretes). Ambdues espècies donen a llum una única cria que pesa uns 50 grams al néixer. És probable que la mangosta de bandes amples tingui un període de gestació intermedi.
Encara que no s'ha documentat la maduresa d'aquesta espècie, altres espècies de mangosta de Madagascar, assoleixen la maduresa física entre el primer i segon any d'edat, mentre que la maduresa sexual sembla que es produeix al voltant dels 2 anys.
No s'han realitzat estudis específics del desenvolupament de la mangosta de Wozencraft, però sembla que és similar al d'altres membres de la família de les mangostes. Les mares solen tenir cura de les cries en una cova o cau d'algun tipus, brindant-los protecció, netejant-los i alimentar-los amb la seva llet. Com que aquesta espècie viu en parelles monògames, és probable que el pare ajudi a la mare en la cura dels cadells, encara que aquest fet no ha estat documentat. Els joves han estat observats amb les seves mares durant les últimes etapes del seu desenvolupament, encara que es desconeix a quina edat se separen eventualment de les seves mares.

## Esperança de vida
No existeix actualment informació documentada sobre l'esperança de vida o la longevitat de la mangosta de Wozencraft.

## Comunicació
No existeix documentació sobre el mètodes de comunicació les espècies del gènerer Galidictis. No obstant això, se sap que produeixen olors, i que les femelles tenen unes glàndules odoríferes ben desenvolupades, presumiblement amb funcions comunicatives. Altres mangostes es comuniquen per mitjà de postures corporals e interaccions tàctils. És probable que aquesta espècie actuï de manera similar, a més d'emetre sons.

## Estat de conservació
Actualment només s'han trobat mangostes de Wozencraft als deserts espinosos del sud-oest de Madagascar. Sembla que, en general, són abundants en aquestes àrees, encara que amb la pèrdua d'hàbitat, a causa de l'increment del desenvolupament i l'extracció de fusta, la mida de la seva població ha començat a declinar. Encara cal investigar molt aquesta espècie per determinar la mida de la població i el grau del risc d'extinció. Per ara, els investigadors tracten de preservar la major quantitat possible de desert espinós del sud-oest de Madagascar, per aquesta espècie i altres animals i plantes endèmics d'aquesta regió.